# Pseuderythrolophus
Pseuderythrolophus là một chi bướm đêm thuộc họ Geometridae.

## Các loài
- Pseuderythrolophus bipunctatus
- Pseuderythrolophus geminipuncta
- Pseuderythrolophus idmon